# Feistritzbach (Glan)
Der Feistritzbach (auch: Liembergbach) ist ein Bach in Mittelkärnten. 

## Beschreibung
Er entsteht aus dem Zusammenfluss von Liembergbach und Harter Bach in der Ortschaft Glantschach (574 m ü. A.) in der Gemeinde Liebenfels (Bezirk Sankt Veit an der Glan) und fließt durch die Feistritzklamm, die aus den Wimitzer Bergen zum Ort Liebenfels (ehemals Feistritz) führt. Unterhalb von Liebenfels mündet er in die Glan (477 m ü. A.).
Im Bach kommen Aiteln und Bachforellen vor. Der ökomorphologische Zustand des Bachs ist naturnah.

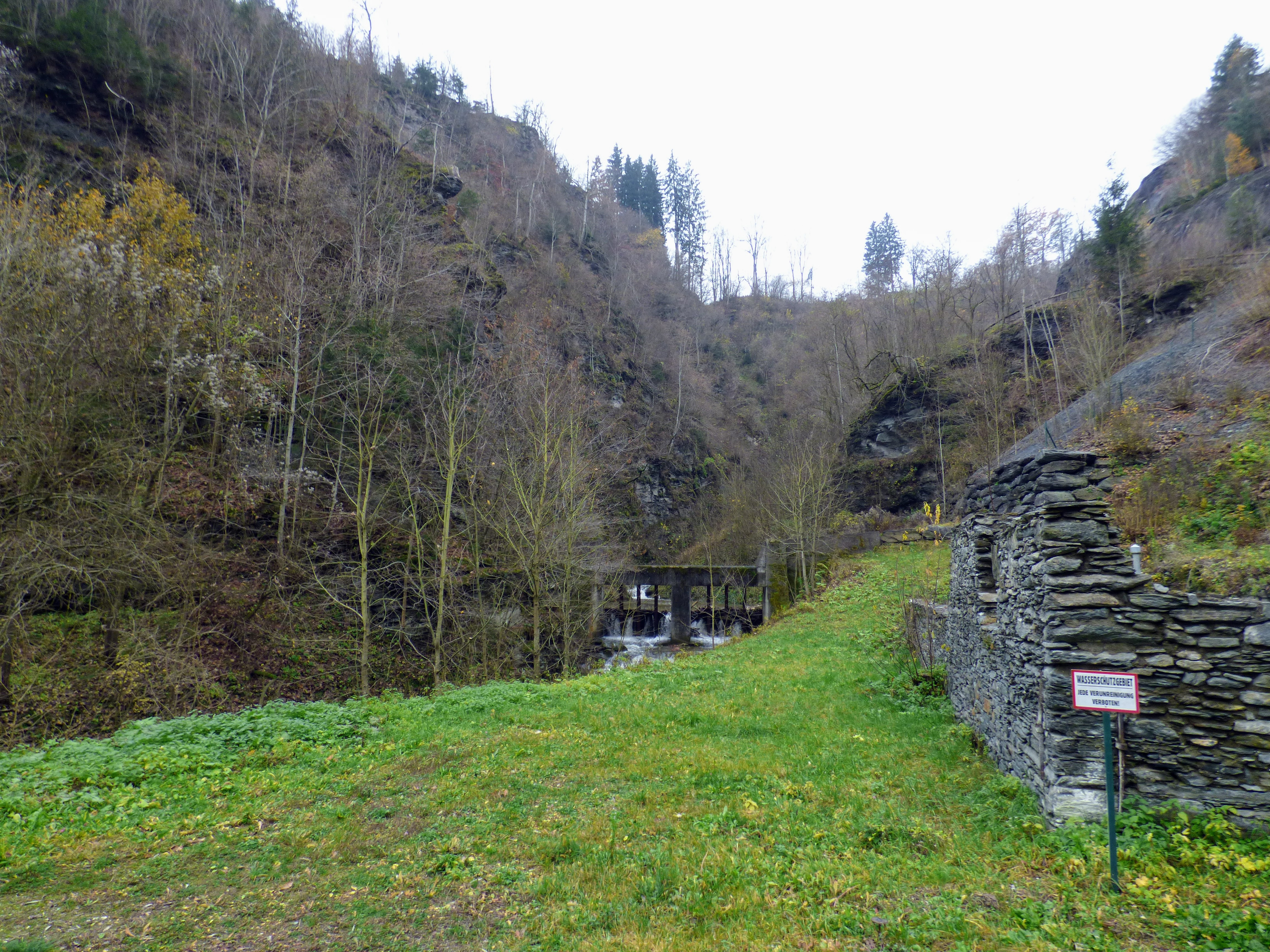
Feistritzklamm, mit Gebäuderuine

In der heute siedlungsleeren Feistritzklamm befanden sich früher entlang des Bachs zahlreiche Betriebe, so gab es hier eine Hammerschmiede, einen Stahlhammer, eine Sägemühle, eine Mahlmühle und mehrere Neben-, Wirtschafts- und Wohngebäude (Stand 1828). Ein verheerendes Hochwasser zerstörte am 5. Juli 1874 alle diese Gebäude. Seitdem die wenigen wiederaufgebauten Gebäude in der Feistritzklamm im September 1891 durch ein Hochwasser neuerlich zerstört wurden, erinnern nur mehr geringfügige Ruinen an die frühere Eisenverarbeitung.